# سفت‌مهرگان
سفت‌مهرگان (نام علمی: ') نام یک زیرراسته از راسته بریده‌مهرگان است.